# Folkrock
Folkrock är en musikgenre som kombinerar element från traditionell folkmusik med rockmusik.

## Historik
Genren kan sägas ha uppstått under mitten av 1960-talet, då grupper som The Byrds började spela Bob Dylan-låtar på ett rockigt och lite British Invasion-aktigt sätt. Många andra artister tog snabbt efter konceptet och snart fanns många etablerade folkrockgrupper som The Mamas and the Papas och Buffalo Springfield på marknaden.
Det stora genombrottet fick termen i och med explosionen av brittiska grupper som med sånger och dansmelodier från folkmusiken tillförde rock i kompet och attityden. Ett av de allra största var Steeleye Span som till och med hade en egen TV-show. 
Även Beatles var inne på genren som hastigast. Deras album Rubber Soul från 1965 är det som är mest färgat av folkrock.
Folkrocken höll sig kvar som en populär genre fram till mitten av 1970-talet.

### Folkpop
Det fanns också en popigare variant av folkrock, helt enkelt kallad folkpop, där folkmusiken blandats med popiga element. Stora artister på den scenen kan sägas ha varit Peter, Paul and Mary, The Kingston Trio och Buffy Sainte-Marie. Genren har levt vidare, bland annat i olika varianter i både Balkan, Skandinavien och Spanien.

## Musiker (urval)
Nedan listas några viktigare namn inom genren. För mer kompletta listningar, se kategori:Folkrock.

- The Band
- Bruce Springsteen
- Buffalo Springfield
- The Byrds
- Cat Stevens
- Crosby, Stills & Nash
- Crosby, Stills, Nash & Young
- Sandy Denny
- Bob Dylan
- Fairport Convention
- Jerry Garcia
- The Grateful Dead
- Jefferson Airplane
- Jefferson Starship
- Jethro Tull
- Joan Baez
- Gordon Lightfoot
- The Mamas and The Papas
- Buffy Sainte-Marie
- Joni Mitchell
- Van Morrison
- Phil Ochs
- Peter, Paul & Mary
- The Pogues
- Paul Simon
- Perssons Pack
- Runrig
- Simon and Garfunkel
- Steeleye Span
- Alan Stivell
- Richard Thompson
- Neil Young

## Exempel på folkrocklåtar
- "Like a Rolling Stone" – Bob Dylan
- "Heart of Gold" – Neil Young
- "Mr. Tambourine Man" – The Byrds
- "Turn! Turn! Turn!" – The Byrds
- "California Dreamin'" – The Mamas and The Papas
- "Monday Monday" – The Mamas and The Papas